# 2012 VP113
2012 VP113 je transneptunické těleso z odděleného disku sluneční soustavy, jehož objev byl ohlášen 26. března 2014. Jeho absolutní magnituda (H) je 4,0, což může značit, že se jedná o trpasličí planetu. Předpokládá se, že dosahuje poloviční velikosti Sedny a podobné velikosti, jako má Huya (přibližně 450 km v průměru).
Těleso 2012 VP113 bylo poprvé pozorováno 5. listopadu 2012 čtyřmetrovým dalekohledem Víctor M. Blanco na Cerro Tololo Inter-American Observatory.
Oběžná dráha tělesa měla v době objevu největší známé perihélium ze všech objektů se sluneční soustavě, 80 AU, kterého těleso 2012 VP113 dosáhlo kolem roku 1979. Afélium se nachází ve vzdálenosti přibližně 450 AU od Slunce, oběžná doba činí přibližně 4300 let. Jedná se zřejmě o jeden z objektů z předpokládaného Oortova oblaku.